# Чистополь (Волгоградская область)
Чистополь — хутор в Киквидзенском районе Волгоградской области России. Входит в состав Гришинского сельского поселения.

## История
В 1966 г. Указом Президиума ВС РСФСР хутор отделения № 2 совхоза имени Киквидзе переименован в Чистополь.

## Население
| 2010 |
| ---- |
| 132  |